# Умеркот
Умеркот (англ. Umerkot, урду عمرکوٹ‎; ранее известный как Амаркот) — город в пакистанской провинции Синд, административный центр одноимённого округа. В Амаркоте в 1542 году родился третий император Великих Моголов Акбар. Именно здесь согласно преданиям поженились индуистские народные божества Пабуджи и Рамдев.
Местный язык — дхатки, один из раджастханских языков индоарийской языковой семьи. Наиболее близок к марвари. Также распространены синдхи, урду и панджаби.

## Этимология
Город назван в честь местного правителя Синда Умера Сумро (из династии Сумра) из народной сказки Умара Марви, которая также появляется в Shah Jo Risalo, одном из популярных трагических романов Синда.

## История
Согласно традиции, город Умеркот (Амаркот, как он тогда назывался) был основан ветвью династии Сумра, правителей Синда в позднем средневековье, которая в 1226 году уступила его раджпутскому клану Содха. Содха были изгнаны в 1330 году, но снова пришли к власти в 1439 году. В 1590 году Умеркот стал частью Империи Великих Моголов. В 1599 году Абу 'л-Касим Султан, принц династии Аргун, изгнал командующего Моголов. В 1736 году Нур Мохаммад Калхоро изгнал последнего правителя Содха и взял Умеркот под свой контроль. Рана Паршад, правитель Умаркота из рода раджпутов Содха, предоставил убежище Хумаюну, второму императору Моголов, когда тот был свергнут Шер Шахом Сури, а в следующем году здесь родился император Моголов Акбар, вошедший в историю как Акбар I Великий. Позже Акбар привёл под власть Моголов всю северо-западную Индию, включая современный Пакистан.
После распада империи Моголов Амаркотом в разное время владели несколько держав, включая персов, афганцев, белуджские кланы Калхора и Талпура из Синда, раджпуты Ратхора из Джодхпура и, наконец, британцы.
Амаркот был аннексирован княжеством Джодхпур в 1779 году у наваба Калхора из Синда. В 1843 году махараджи Джодхпура передали Умеркот и его форт британцам в обмен на сокращение дани, наложенной на Джодхпур, на 10 000 рупий. Британцы назначили губернатором провинции Саида Мохаммада Али. В 1847 году в ходе налогового протеста наследственныё землевладелец Рана Ратан Сингх из клана Содха убил губернатора, за что был повешен британцами в форте.
После того, как британцы завоевали Синд, они сделали его частью Бомбейского президентства Британской Индии. В 1858 году вся территория Тхарпаркара стала частью округа Хайдарабад. В 1860 году регион был переименован в Восточную границу Синда со штаб-квартирой в Амаркоте. В 1882 году он был реорганизован в округ Тхар и Паркар во главе с британским заместителем комиссара и политическим суперинтендантом в Амаркоте. Однако в 1906 году администрация округа переехала из Амаркота в Мирпур-Хас.
Рана Чандра Сингх, федеральный министр и вождь индуистских кланов Содха Тхакур Раджпут и Амаркот Джагир, был одним из основателей Пакистанской народной партии (ПНП) и семь раз избирался от неё в Национальную ассамблею Пакистана в период с 1977 по 1999 год, когда он основал Пакистанскую индуистскую партию (ПНП). В настоящее время его сын, политик Рана Хамир Сингх, утверждает, что является 26-м Раной Тхарпаркара, Умаркота и Митхи.

## География
Город находится в юго-восточной части Синда, на расстоянии приблизительно 260 километров к востоку-северо-востоку (ENE) от Карачи, административного центра провинции.
Абсолютная высота — 17 метров над уровнем моря.

## Демография
По данным переписи 1998 года, население составляло 35 059 человек.
Динамика численности населения города по годам:
| 1998   | 2012   |
| ------ | ------ |
| 35 059 | 41 808 |